# Train (groupe)
Pour les articles homonymes, voir Train (homonymie).
Train est un groupe de rock alternatif américain, originaire de San Francisco, en Californie, formé en 1993. En 2017, le groupe comprend Patrick Monahan (chant), Luis Maldonado (guitare), Hector Maldonado (basse, chant), Drew Shoals (batterie) et Jerry Becker (claviers, guitare),,.
À la fin 2009, Train publie l'album Save Me, San Francisco, qui comprend trois singles certifiés sextuple disque de platine : Hey, Soul Sister, If It's Love et Marry Me — qui atteindront le Billboard Hot 100 aux 3e, 34e et 34e places respectivement. L'album est certifié disque d'or par la RIAA et l'ARIA et compte 954 000 exemplaires vendus. En avril 2012, Train publie son sixième album studio, California 37. Le premier single, Drive By, atteint la dixième place du Billboard Hot 100. En juin 2014, Scott Underwood quitte le groupe et est remplacé par Drew Shoals. Train publie un septième album, Bulletproof Picasso, en septembre. Il atteint la cinquième place du Billboard Top 200 et est bien accueilli par la presse spécialisée, mais seul le single Angel in Blue Jeans atteint le Billboard Top 100. Le dixième album, A Girl, a Bottle, a Boat, est publié en janvier 2017.
Depuis ses débuts, Train compte plus de 10 millions d'albums vendus, ainsi que 30 millions de chansons écoulées à l'international.

## Biographie

### Formation et débuts (1993–2000)
Le groupe débute à San Francisco avec uniquement deux membres ; Patrick Monahan (chanteur principal) originaire d'Érié, Pennsylvanie et Rob Hotchkiss (guitariste et chanteur). Pour leurs premières représentations le groupe se rendait dans des cafés et des clubs locaux. Avant de créer ce groupe, Monahan avait été membre d'un cover band reprenant des chansons de Led Zeppelin. Il quitte ce groupe dans le but de créer sa propre musique. Hotchkiss a, quant à lui, été chanteur de Apostles. Après avoir décidé de monter tous les deux le groupe Train, ils recrutèrent Jimmy Stafford à la guitare, Charlie Colin à la basse et plus tard Scott Underwood à la batterie. Le groupe était en négociation pour être signé chez Columbia Records en 1996 mais sont finalement rejetés.
En 1997, ils font une tournée nationale en faisant la première partie des concerts de Barenaked Ladies et Counting Crows. Les membres du groupe auto-financent le premier album homonyme, Train, pour un coût de production de 25 000 dollars. Columbia accepte de les produire sous Aware Records après avoir entendu ce premier album. Leur chanson Free bénéficie d'une grande diffusion radio. À la sortie du single Meet Virginia, la chanson devint un hit du top 20 pop, et permet à leur album de grimper dans le Top Heatseekers Chart et d'entrer dans le classement Billboard 200.

### Drops of Jupiter(2001–2002)
Le groupe sort leur deuxième album Drops of Jupiter le 27 mars 2001 suivi du single du même nom. La chanson entre dans le classement Hot 100 le 10 mars 2001 et passa plus d'un an dans le celui-ci (53 semaines) avant d'être reléguée au Hot 100 Singles Recurrents. La chanson fut récompensée d'un Grammy Award de la meilleure chanson rock. Elle fut cette même année nommée dans la catégorie Grammy Award de la chanson de l'année et Grammy Award de l'enregistrement de l'année.
Drops of Jupiter fut produit par Brendan O'Brien, qui avait auparavant travaillé avec des artistes comme Pearl Jam, Bob Dylan, Bruce Springsteen et Neil Young. She's on Fire, le second single de l'album Drops of Jupiter connait un succès plus modeste.

### My Private Nation(2003–2004)
Le troisième album du groupe, My Private Nation, est sorti en juin 2003 et fut accompagné du single Calling All Angels. Ce nouveau titre connait à nouveau un succès en atteignant le top 20 et en devenant un hit du classement Billboard Hot Adult Contemporary Tracks. Le second single, When I Look to the Sky rentra quant à lui dans le Hot 100. La chanson fut utilisée dans la bande annonce du film de 2004 Père et Fille.
En octobre 2003, le bassiste Charlie Colin est forcé de quitter le groupe à cause de son addiction à la drogue. D'après Pat Monahan (chanteur principal du groupe), Colin était « un boulet » ; après un concert en Oregon, il a réuni d'urgence le groupe pour leur dire : « soit c'est le bassiste, soit c'est le chanteur [qui part]. » En 2004, ils sortent la chanson Ordinary pour le film Spider-Man 2. Elle sera réutilisée en 2007 dans la série Heroes.

### For Me, It's Youet pause (2005–2008)
Train continue sa carrière avec la sortie de leur quatrième album For Me, It's You le 31 janvier 2006. En sera extrait le single Cab. Sur l'album, on peut noter la participation de Johnny Colt à la basse (membre de The Black Crowes) et Brandon Bush aux claviers.
Vers novembre 2006, le groupe fait une pause pour enregistrer et retourner dans leurs familles. Le chanteur principal, Pat Monahan sorti un album solo Last of Seven le 18 septembre 2007.

### Save Me, San Francisco(2009–2011)

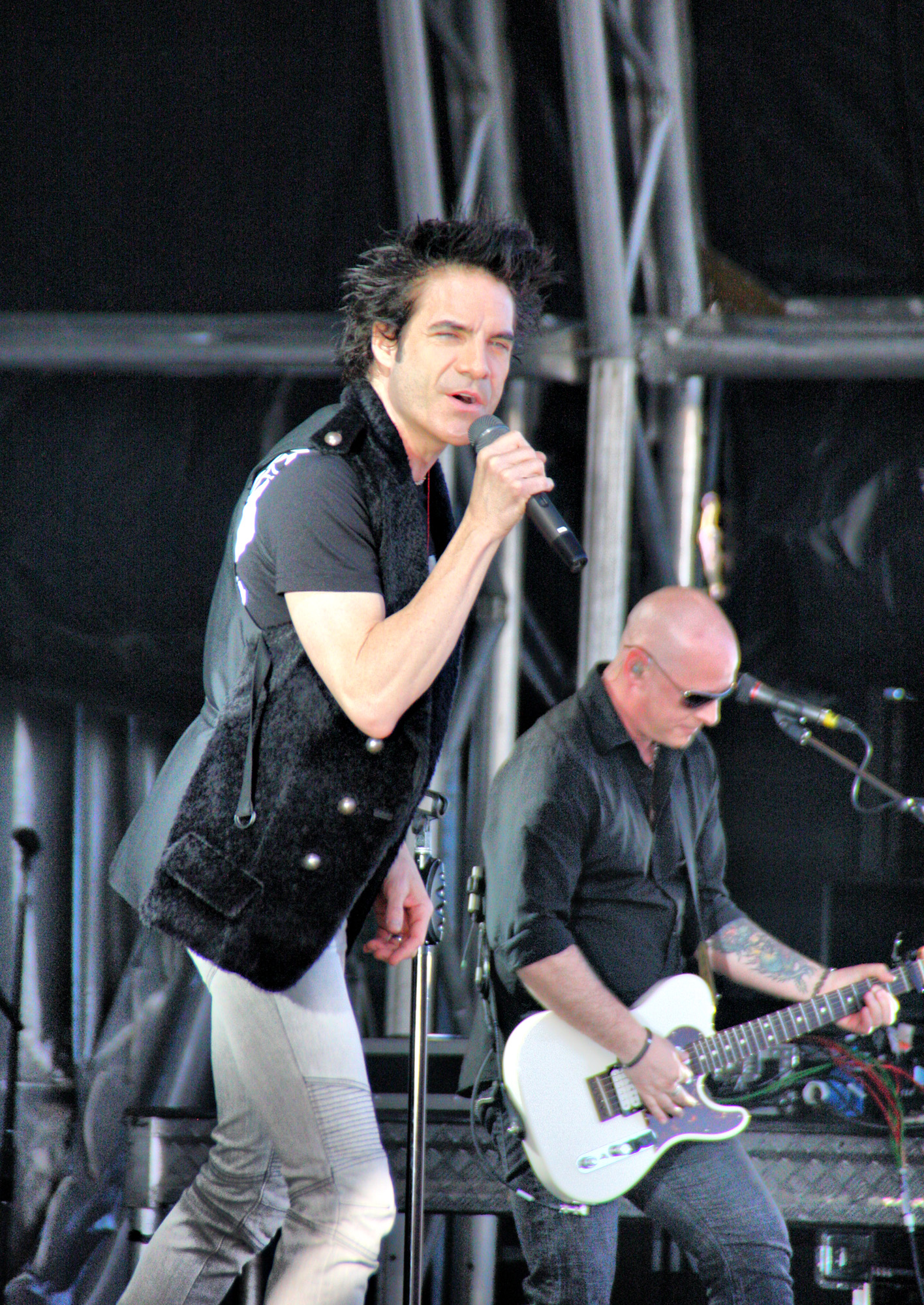
Patrick Monahan et Jimmy Stafford sur scène en 2011.

Train annonça en avril 2009 que le groupe allait reprendre forme avec trois de ses membres originaux. Le 11 août 2009, le groupe sort son single Hey Soul Sister, après trois ans de pause. Ce titre est extrait de l'album Save Me San Francisco, qui est sorti pour sa part le 27 octobre 2009. Le single devint un nouveau grand succès du groupe et leur deuxième hit à entrer dans le top 10.
Le groupe a fait une tournée européenne en mai 2010. Il s'arrête au Bataclan le 15 mai 2010. Leur 5e album studio Save Me, San Francisco, est sorti en France le 31 mai 2010. Il s'est classé directement 35e au classement des ventes d'albums en France. Le deuxième single de l'album, If It's Love, atteint la 34e place des classements et est certifié disque d'or par la RIAA. Train publie le troisième single de l'album, Marry Me, le 25 octobre 2010. Il débute 95e du Billboard Hot 100. Marry Me est incluse dans One Tree Hill le 1er février 2011. Le groupe sort aussi un single spécial Noël intitulé Shake Up Christmas qui sera incluse dans les publicités pour Coca-Cola en 2010. Le singleatteint la 12e place du Billboard Hot Adult Contemporary Tracks.

### California 37(2012–2013)
Le groupe sort le 10 janvier 2012 un nouveau single, Drive By, en attendant un sixième album dont la sortie est prévue en avril 2012. Il atteint la dixième place du Billboard Hot 100 et est certifié disque de platine en Australie, en Nouvelle-Zélande et aux États-Unis.
Le 13 avril 2012, Train publie son sixième album studio, California 37. Monahan explique que la majeure partie de l'écriture s'est faite pendant leur tournée Save Me, San Francisco. L'album est précédé par un single promotionnel, Feels Good at First, le 21 mars, publié sur iTunes Store pour les clients qui précommanderont l'album. Il débute 10e de l'UK Albums Chart et devient leur album le mieux écoulé depuis Drops of Jupiter qui a atteint la sixième place en 2001. Aux États-Unis, California 37 débute 4e du Billboard 200 avec 76 000 exemplaires écoulés la première semaine. Il est le quatrième album du top 10 des albums les mieux vendus aux États-Unis. Leur nouveau single, 50 Ways to Say Goodbye, est publié le 11 juin, et comprend « des paroles décrivant un échec amoureux ». Il atteint la 20e place du Billboard Hot 100, et y reste pendant 12 semaines. Il est aussi certifié disque d'or par la RIAA le 20 septembre. En décembre 2012, Train publie le single, Mermaid.Le groupe filmera alors le clip au 2013 Pro Bowl à Honolulu.
Ils tournent en Amérique du Nord entre le 11 juillet et le 14 août 2013 en une tournée baptisée Mermaids of Alcatraz Tour. Elle comprend Gavin DeGraw, The Script, Michael Franti and Spearhead,. La chanteuse de country Ashley Monroe les rejoint en tournée sur la chanson Bruises et jouant une ou deux de ses chansons à la tournée de Train.

### Bulletproof Picasso(2014–2015)
En novembre 2013, Train annonce un nouvel album courant 2014. En juin 2014, Scott Underwood quitte le groupe et est remplacé par Drew Shoals. À cette période, les membres originaux qui quitteront le groupe sont Pat Monahan et le guitariste Jimmy Stafford. Le 9 juin 2014, le titre de l'album, Bulletproof Picasso, est annoncé. Il est mené par le single Angel in Blue Jeans écrit par le duo norvégien Espionage
Le 14 mai 2015, ils annoncent la sortie d'un album spécial Noël. L'album, intitulé Christmas in Tahoe, est publié le 13 novembre 2015, exclusivement sur Amazon, et devient leur huitième album. Il atteint la 151e place du Billboard Hot 100 et la 10e place des Top Holiday Albums (Billboard).

### A Girl, a Bottle, a Boat(depuis 2016)
En août 2016, Train joue en concert une nouvelle chanson, Play that Song. Elle est publiée le 29 septembre 2016 comme premier single de leur dixième album, A Girl, a Bottle, a Boat est publié quatre mois plus tard le 27 janvier 2017. Play that Song utilise la mélodie de la chanson Heart and Soul (1938).

## Médias
Le groupe Train apparait dans Les Experts : Manhattan (épisode 11, saison 6). Le chanteur Patrick Monahan incarne le rôle de Sam Becker, chanteur au sein d'un groupe et ancien SDF accusé de meurtre, car sa voiture est l'arme d'un crime le soir de Noël. Durant cet épisode, le groupe interprète Hey, Soul Sister et Calling All Angels.
Le groupe apparaît dans 90210 Beverly Hills : Nouvelle Génération (épisode 18, saison 4) où il interprète Drive By et Hey, Soul Sister lors d'un festival de musique[Lequel ?][Quand ?]. Patrick Monahan apparait également dans l'épisode 17 de la saison 3 de Hawaii 5-0. On voit d'ailleurs un des acteurs de la série, Daniel Dae Kim, dans le clip de la chanson Mermaid (en), interprétée dans l'épisode.

## Discographie

### Albums studio
| 1998                                                                                          | Train' - Label: Aware/Columbia Records             | 76 | — | —  | —   | —  | —  | — | —  | —  | —  | - US : Disque de platine |
| 2001                                                                                          | Drops of Jupiter - Label: Columbia Records         | 6  | — | 14 | 8   | 3  | 20 | 9 | 20 | 39 | 32 | - UK : disque d'or       |
| 2003                                                                                          | My Private Nation - Label: Columbia Records        | 6  | — | *  | 100 | 29 | 44 | — | —  | —  | 91 | - US: Disque de platine  |
| 2006                                                                                          | For Me, It's You - Label: Columbia Records         | 10 | — | *  | —   | —  | —  | — | —  | —  | —  |                          |
| 2009                                                                                          | Save Me, San Francisco - Label: Columbia Records   | 17 | 7 | —  | —   | —  | —  | — | —  | —  | —  |                          |
| 2012                                                                                          | California 37 - Label: Columbia Records            | —  | — | —  | —   | —  | —  | — | —  | —  | —  | - US: disque de platine  |
| 2014                                                                                          | Bulletproof Picasso - Label: Columbia Records      | *  | * | *  | *   | *  | *  | * | *  | *  | *  |                          |
| 2015                                                                                          | Christmas In Tahoe - Label: Columbia Records       | *  | * | *  | *   | *  | *  | * | *  | *  | *  |                          |
| 2016                                                                                          | Train Does Led Zeppelin - Label: Columbia Records  | *  | * | *  | *   | *  | *  | * | *  | *  | *  |                          |
| 2017                                                                                          | A Girl, A Bottle, A Boat - Label: Columbia Records |    |   |    |     |    |    |   |    |    |    |                          |
| "—" signifie que le titre ne s'est pas classé * signifie que la position obtenue est inconnue |                                                    |    |   |    |     |    |    |   |    |    |    |                          |

### Albums live
| Année | Détails                                 |
| ----- | --------------------------------------- |
| 2004  | Alive at Last - Label: Columbia Records |

### EP
| Année | Détails                                  |
| ----- | ---------------------------------------- |
| 1999  | One and a Half - Label: Columbia Records |

### Singles
| Free                                                               | 1998 | —   | —  | —  | —  | —  | —  | —  | —  | —  | —   | | Train                  |
| Meet Virginia                                                      | 1999 | 20  | 2  | 91 | —  | 15 | —  | —  | —  | —  | —   | | Train                  |
| I Am                                                               | 2000 | —   | 35 | —  | —  | —  | —  | —  | —  | —  | —   | | Train                  |
| Ramble On                                                          | 2001 | —   | —  | —  | —  | —  | —  | —  | —  | —  | —   | | Non-album single       |
| Drops of Jupiter (Tell Me)                                         | 2001 | 5   | 1  | 5  | 38 | 1  | 73 | 5  | 5  | 30 | 10  | - États-Unis : disque d'or - Australie : 3× disque de platine                                         | Drops of Jupiter       |
| Something More                                                     | 2001 | 115 | 20 | 87 | —  | —  | —  | 70 | —  | —  | —   | | Drops of Jupiter       |
| She's on Fire                                                      | 2002 | —   | 21 | 57 | —  | —  | —  | 88 | —  | —  | 49  | | Drops of Jupiter       |
| Calling All Angels                                                 | 2003 | 19  | 1  | 22 | —  | —  | —  | —  | 32 | —  | —   | - États-Unis : Or                                                                                     | My Private Nation      |
| When I Look to the Sky                                             | 2004 | 74  | 9  | —  | —  | —  | —  | —  | 37 | —  | —   | | My Private Nation      |
| Ordinary                                                           | 2004 | —   | 12 | —  | —  | —  | —  | —  | —  | —  | —   | | Spider-Man 2           |
| Get to Me                                                          | 2005 | 109 | 6  | —  | —  | —  | —  | —  | —  | —  | —   | | My Private Nation      |
| Cab                                                                | 2005 | 104 | 9  | —  | —  | —  | —  | —  | —  | —  | —   | | For Me, It's You       |
| Give Myself to You                                                 | 2006 | —   | 34 | —  | —  | —  | —  | —  | —  | —  | —   | | For Me, It's You       |
| Am I Reaching You Now                                              | 2006 | —   | —  | —  | —  | —  | —  | —  | —  | —  | —   | | For Me, It's You       |
| Hey, Soul Sister                                                   | 2010 | 3   | 1  | 1  | 4  | 3  | 7  | 1  | 2  | 4  | 18  | - États-Unis : 5× Platine - Australie : 4× Platine - Canada : 3× Platine - Nouvelle-Zélande : Platine | Save Me, San Francisco |
| If It's Love                                                       | 2010 | 34  | 1  | 21 | —  | 60 | —  | —  | 28 | —  | —   | - États-Unis : Or - Australie : Or                                                                    | Save Me, San Francisco |
| Marry Me                                                           | 2010 | 34  | 3  | —  | —  | 47 | —  | —  | —  | —  | —   | - États-Unis : Platine                                                                                | Save Me, San Francisco |
| Shake Up Christmas                                                 | 2010 | 99  | —  | —  | 14 | 97 | 24 | 7  | —  | 25 | 134 | | Save Me, San Francisco |
| Save Me, San Francisco                                             | 2011 | 75  | 7  | 61 | —  | —  | —  | —  | —  | —  | —   | | Save Me, San Francisco |
| Drive By                                                           | 2012 | 10  | 2  | 13 | 5  | 11 | 3  | 9  | 3  | 1  | 6   | - États-Unis : Platine - Australie : Platine - Nouvelle-Zélande : Platine                             | California 37          |
| Feels Good at First                                                | 2012 | —   | —  | —  | —  | —  | —  | —  | —  | —  | —   | | California 37          |
| "—" signifie que le single n'est pas sorti ou classé dans le pays. |      |     |    |    |    |    |    |    |    |    |     | |                        |

### Singles promotionnels
| Titre                                                              | Année | Meilleure position | Album                  |
| Titre                                                              | Année | États-Unis         | Album                  |
| ------------------------------------------------------------------ | ----- | ------------------ | ---------------------- |
| Only You                                                           | 2010  | —                  | Single hors album      |
| The Finish Line                                                    | 2010  | 119                | Save Me, San Francisco |
| Brand New Book                                                     | 2011  | —                  | Single hors album      |
| "—" signifie que le single n'est pas sorti ou classé dans le pays. |       |                    |                        |